# Dvorce (Eslovênia)
Dvorce é uma vila localizada no município de Brežice na Eslovênia. Possuía uma população estimada de 116 habitantes em 2020.